# Суперкубок України з волейболу серед чоловіків 2021
Суперкубок України з волейболу серед чоловіків у 2021 році пройшов у новому форматі: збільшилася кількість учасників з двох до чотирьох і, відповідно, кількість матчів.
Того ж тижня у Слобожанському Дніпропетровської області відбувся аналогічний турнір серед жіночих команд.

## Учасники
Результати виступів команд у попередньому сезоні:
| Команда                                        | Місто   | Сезон 2020/2021 | Сезон 2020/2021 | Сезон 2020/2021 |
| Команда                                        | Місто   | Чемпіонат       | Кубок           | Суперкубок      |
| ---------------------------------------------- | ------- | --------------- | --------------- | --------------- |
| «Барком-Кажани»                                | Львів   | 1               | 1               | 1               |
| «Епіцентр-Подоляни»                            | Городок | 2               | 3               |                 |
| «Житичі-Поліський університет»                 | Житомир | 4               | 2               | 2               |
| «Збірна Харківської області—Юридична академія» | Харків  | 3               | 9-10            |                 |

## Півфінал
| Дата       | Час   |                                | Рахунок |                                                | Сет 1 | Сет 2 | Сет 3 | Сет 4 | Сет 5 | Всього | Звіт  |
| ---------- | ----- | ------------------------------ | ------- | ---------------------------------------------- | ----- | ----- | ----- | ----- | ----- | ------ | ----- |
| 26.11.2021 | 15:00 | «Барком-Кажани»                | 3-2     | «Епіцентр-Подоляни»                            | 20–25 | 25–23 | 25–14 | 14–25 | 15–7  | 99–94  | [ 2 ] |
| 26.11.2021 | 18:00 | «Житичі-Поліський університет» | 3-0     | «Збірна Харківської області—Юридична академія» | 25–15 | 25–20 | 25–21 |       |       | 75–56  | [ 3 ] |

## Фінал
| Дата       | Час   |                 | Рахунок |                                | Сет 1 | Сет 2 | Сет 3 | Сет 4 | Сет 5 | Всього  | Звіт  |
| ---------- | ----- | --------------- | ------- | ------------------------------ | ----- | ----- | ----- | ----- | ----- | ------- | ----- |
| 27.11.2021 | 13:00 | «Барком-Кажани» | 2-3     | «Житичі-Поліський університет» | 25–16 | 21–25 | 30–32 | 25–17 | 13–15 | 114–105 | [ 4 ] |

| 2                | Олександр Дьячков  | 20  |
| 6                | Олексій Головень   | 5   |
| 7                | Олександр Наложний | 17  |
| 8                | Олександр Коваль   | 11  |
| 10               | Андрій Жуков       | (л) |
| 11               | Ілля Поліщук       |     |
| 14               | Ілля Довгий        | 2   |
| 16               | Віталій Кучер      | 9   |
| 18               | Михайло Бібер      |     |
| 25               | Артем Смоляр       | 15  |
| Резерв:          |                    |     |
| 4                | Олег Шевченко      |     |
| Головний тренер: |                    |     |
| Угіс Крастінш    |                    |     |

| 2                    | Владислав Павлюк    |     |
| 3                    | Богдан Мазенко      | 5   |
| 7                    | Дмитро Шоркін       | 11  |
| 8                    | Андрій Тупчій       | 14  |
| 9                    | Віталій Бондар      | 2   |
| 10                   | Олександр Прокопець |     |
| 11                   | Микола Рудницький   | 6   |
| 15                   | Віталій Щитков      | 3   |
| 16                   | Даніїл Анохін       | (л) |
| 20                   | Олександр Буздуган  | 19  |
| 22                   | Анатолій Хваста     | (л) |
| Резерв:              |                     |     |
| 12                   | Дмитро Кузьменко    |     |
| Головний тренер:     |                     |     |
| Сергій Терейковський |                     |     |

- Арбітри: Михайло Медвідь, Сергій Гулька